# Угіддя

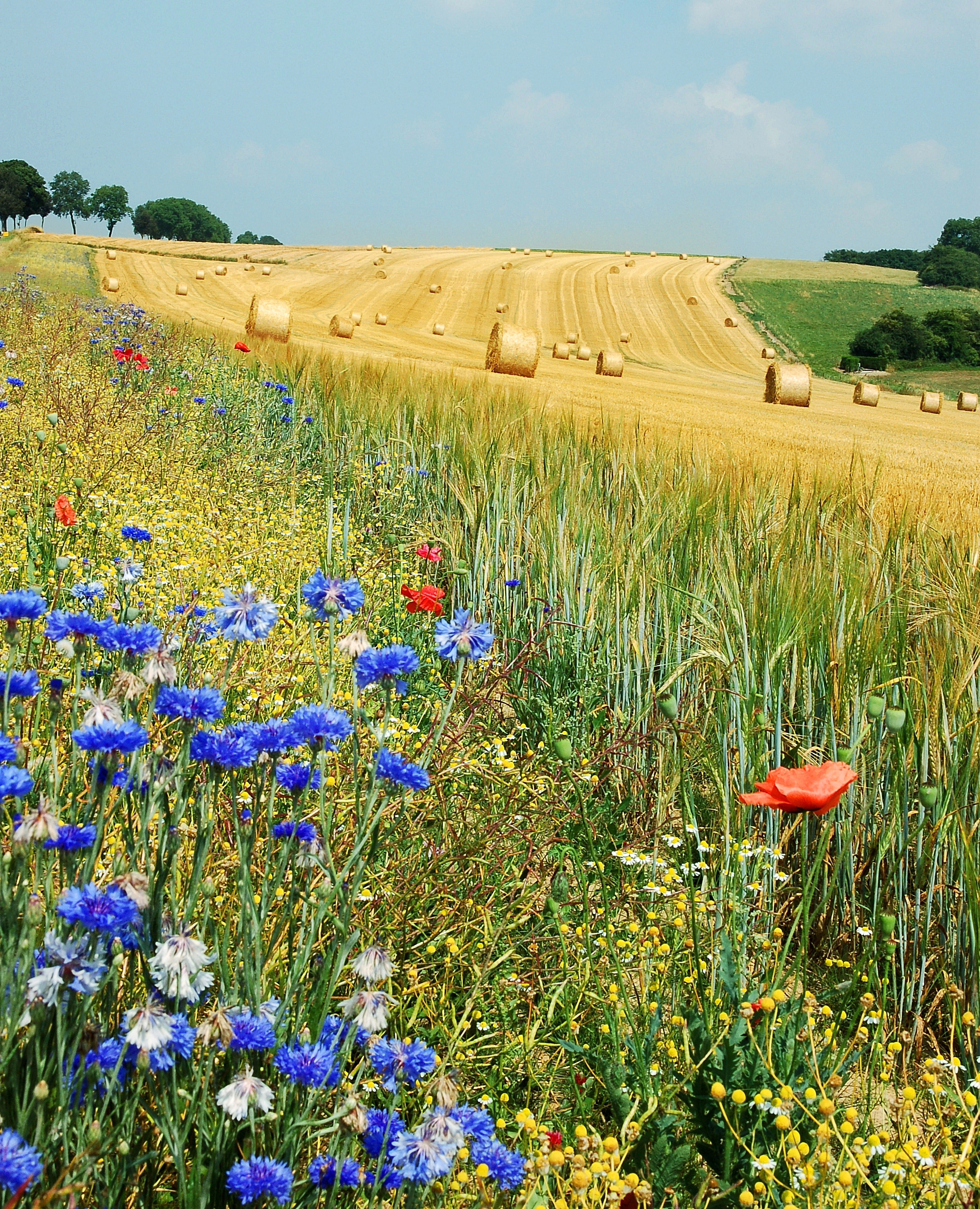
Сільськогосподарські угіддя: цвітіння волошок та маків на необроблених краях пшеничного поля

Угі́ддя — частина землі, що відрізняється від сусідніх способами господарювання. 

## Визначення і класифікація
З точки зору права, угіддя є обмеженням, формуються землевпорядною документацією  і реєструються у Державному земельному кадастрі. 
Угіддя бувають сільськогосподарські, лісові, мисливські, рибні і таке інше.

## Господарські угіддя

### Земельні угіддя
Земельні угіддя — землі, які систематично використовуються або придатні до використання для конкретних господарських цілей і відрізняються за природно-історичними ознаками.

### Сільськогосподарські угіддя
Сільськогосподарські угіддя — це земельні угіддя, які систематично використовуються для одержання сільськогосподарської продукції. Сільськогосподарські землі включають у себе сільськогосподарські угіддя: ріллю, перелоги, багаторічні насадження, сіножаті, пасовища. До сільськогосподарських земель але несільськогосподарських угідь включені: господарські шляхи і прогони, полезахисні лісові смуги та інші захисні насадження, крім тих, що віднесені до земель лісогосподарського призначення, землі під господарськими будівлями і дворами, землі під інфраструктурою гуртових ринків сільськогосподарської продукції, землі тимчасової консервації тощо.

## Природні й квазіприродні угіддя

### Мисливські угіддя
Мисливські угіддя — ділянки суші та водного простору, на яких перебувають, або можуть перебувати мисливські тварини і які передані належним чином у користування для ведення мисливського господарства;

### Водно-болотні угіддя
Водними угіддями вважають усі типи внутрішніх, континентальних водойм — озера, ставки, водосховища, річки, струмки тощо, а також морські акваторії, на яких глибина в період відпливу не перевищує 6 метрів.